# Le Mystère du labyrinthe
Le Mystère du labyrinthe (The Chinese Maze Murders) est un roman policier de Robert van Gulik, publié en 1957, et ayant pour protagoniste principal le Juge Ti. 
Bien qu'il s'agisse du premier roman publié de la série, le récit est, selon l'ordre chronologique des aventures, la dix-septième enquête du magistrat (il y a une allusion à l'intrigue de Le Squelette sous Cloche). L'intrigue se déroule dans la ville fictive de Lan-fang en 670.

## Résumé
Le Juge Ti vient d'être nommé magistrat du district de Lan-Fang, une ville située aux confins nord-ouest de l'Empire. S'il lui déplaît d'avoir été évincé de son poste de Pou-yang à la suite des intrigues du clergé bouddhiste et des marchands cantonais, il se réjouit en revanche à l'idée de rencontrer des problèmes inédits dans cette région frontalière. Il ne sera pas déçu : dès son arrivée, il constate que la ville est sous la coupe d'un chef de guerre local qui veut fonder sa propre principauté. 
Le magistrat doit donc commencer par rétablir l'autorité du gouvernement impérial. Ensuite, tout en prenant garde à ce que les conspirateurs ne tentent pas un nouveau coup de force, il lui faut découvrir comment un général à la retraite a pu être assassiné dans sa bibliothèque fermée de l'intérieur et retrouver une jeune fille disparue. Mais l'énigme la plus difficile à résoudre est peut-être celle de l'héritage du défunt gouverneur Yu Cheou-tsien, qui fut l'idole du juge Ti du temps qu'il était encore étudiant. Le défunt a étrangement réparti ses biens entre ses deux fils : il n'a légué qu'une peinture au second, tandis que celui du premier lit hérite du reste. A-t-il voulu déshériter un bâtard, ou bien la peinture a-t-elle un sens caché ? Et encore n'est-ce pas le seul mystère laissé par le gouverneur : le labyrinthe qu'il a fait construire dans les environs de la ville recèle sans doute bien des secrets...

## Personnages
Membres du Tribunal
- Ti Jen-tsie, le magistrat du district de Lan-fang.
- Hong Liang, le sergent du tribunal
- Ma Jong, Tsiao Taï et Tao Gan, les trois lieutenants du Juge Ti
- Fang, forgeron promu chef des sbires
- Orchidée Noire, fille du précédent

Personnages intervenant dans le meurtre du général Ting
- Ting Hu-Kuo, général à la retraite
- Ting Yi, son fils, candidat aux Examens Littéraires
- Wu Feng, peintre et candidat aux Examens Littéraires

Personnages intervenant dans l'affaire du testament caché
- Yu Cheou-Tsien, ancien gouverneur mort quelques années auparavant
- Yu Tsie, son fils aîné
- Madame Yu, seconde épouse du gouverneur
- Yu Sian, son fils
- Madame Li, amie de madame Yu

Autres personnages
- Tsien Mo, tyranneau local
- Liu Wang-Fang, son conseiller
- Prince Ouljin, alias Oralakchi, chef ouigour
- Talbi, prostituée ouigour
- Maître Robe de Grue, ermite taoïste

## Source bibliographique
Le roman est commenté dans le Dictionnaire des littératures policières de Claude Mesplède, pages 934-935 (édition 2007).